# Acacia semiaurea
Acacia semiaurea é uma espécie de leguminosa do gênero Acacia, pertencente à família Fabaceae.